# Indophantes lehtineni
Indophantes lehtineni är en spindelart som beskrevs av Michael Ilmari Saaristo och Andrei V. Tanasevitch 2003. Indophantes lehtineni ingår i släktet Indophantes och familjen täckvävarspindlar. Inga underarter finns listade i Catalogue of Life.